# يو تشيان
يو تشيان (بالصينية: 于倩) هي لاعب هوكي الحقل صينية، ولدت في 25 مارس 1992.

## وصلات خارجية
- يو تشيان على موقع أوليمبيديا (الإنجليزية)
- يو تشيان على موقع اللجنة الأولمبية الصينية (الإنجليزية)